# موزيلا اليابان
موزيلا اليابان (بالإنجليزية: Mozilla Japan)‏ هي منظمة ذات مسئولية محدودة تهدف إلى تعزيز ونشر منتجات موزيلا في اليابان.
تأسست موزيلا اليابان في 18 أغسطس 2004. المنظمة مستقلة عن مؤسسة موزيلا لكنها منتسبة إليها.
يدير المنظمة مجلس إدارة مكون من هايدو أيسو من معهد طوكيو للتكنولوجيا، هايديوكاي توكودا من جامعة كياو، نويو كايتا من معهد نارا للعلوم والتكنولوجيا، ساتوكو تاكيتا (الرئيس) وجوايشي إتو من مؤسسة موزيلا.
بالإضافة إلى تعزيز موزيلا في اليابان، المنظمة مسئولة عن ترجمة منتجات موزيلا وتخصيصها للمستخدم الياباني.